# 加拿分 (英國)
卡那封（英語：Caernarfon，/kərˈnɑːrvən/）是英國威爾斯的一座城市，位於威爾斯西北部圭内斯郡，安格爾西島的對面。卡那封擁有英國規模的城堡之一加拿分城堡。現在卡那封持續發展，城市範圍已經超過了中世紀時期，並且成為一座發達的港口與觀光城市。卡那封還擁有威爾斯地區最高的使用威爾斯語的人口比例。1963年，英國女王伊麗莎白二世宣布卡那封是皇家自治市，並在1974年改為皇家城市。

## 友好城市
- 法國 朗代诺

## 延伸阅读
- Taylor, Arnold.  4th. Cardiff: Cadw – Welsh Historic Monuments. 1997 [1953]. ISBN 1-85760-042-8.

## 外部連結
- Official Website （页面存档备份，存于）
- Encyclopaedia Britannica Caernarfon （页面存档备份，存于）
- Visit to Caernarfon （页面存档备份，存于）
- Doc Fictoria Caernarfon （页面存档备份，存于）
- Bocs Arts Centre （页面存档备份，存于）